# Pelagio Antonio de Labastida y Dávalos
Pelagio Antonio de Labastida y Dávalos (21. marts 1816 – 4. februar 1891) var en mexikansk biskop og politiker. I begyndelsen af 1863 besøgte han pave Pius IX som udnævnte ham til ærkebiskop.